# Станционный смотритель (фильм, 1918)
«Станционный смотритель» 1918 года — первая экранизация по мотивам одноимённой повести Александра Сергеевича Пушкина. Является чёрно-белым кино производства товарищества И. Ермольева. Съемки кинофильма начались в июне 1918 года.

## Об экранизации
О данной экранизации критики отзываются нелестно, уточняя, что «данная экранизация является более протоколом, нежели творческим осмыслением пушкинской прозы». Отсутствие рассказчика скорее стало недостатком. А детали картины, на которых старательно фиксируется внимание зрителя, всё равно не помогают созданию атмосферы.
Сам создатель фильма, Александр Ивановский, пишет, что начал работу над экранизацией, получив благословение своего учителя Я. А. Протазанова, который экранизировал повесть «Пиковая дама» в 1916 году. На главную роль Ивановский намечал И. М. Москвина, но после того, как показал сценарий артисту П. А. Павлову, понял, что тот, как нельзя лучше с ней справится.

«Этот талантливый, обаятельный актёр как нельзя лучше подходил для роли жалкого, забитого маленького коллежского регистратора 14-го класса. Павлов был счастлив, он давно хотел сыграть в кино интересную роль, близкую его творческой индивидуальности. На роль дочери смотрителя я пригласил Веру Орлову. Но неожиданно мы поспорили. Она не хотела надевать сарафан, потому что Дуня, по её словам, дочка чиновника и должна быть одета как пушкинская Татьяна. Я доказывал ей, что Дуня родилась в деревне, очень возможно, что и мать её была крестьянка. Меня как режиссёра привлекал контраст: свою милую скромную Дуню смотритель увидит в квартире гусара Минского в роскошном бархатном платье. В конце концов мне удалось убедить Веру Орлову. Как мила была она в деревенском сарафане, такая юная, искренняя, настоящая пушкинская Дуня! Лихого проезжего корнета играл артист Д. Буховецкий. Артист он был не Бог весть какой, но типичный для его игры внешний рисунок, нагловатые манеры, развязность очень подходили для роли гусара Минского. Картина имела успех. Я сидел в кинотеатре и переживал вместе с публикой, забыв, что я же сам и поставил фильм. Я был доволен своей работой, хотя и не избежал некоторых монтажных ошибок, на которые мне указал Протазанов».— Кино-журнал. — 1918. — № 36. — С. 11

## В ролях
- Дмитрий Буховецкий — роль гусара Минского
- Вера Орлова — роль Дуняши
- Поликарп Павлов — роль Самсона Вырина

## Съемочная группа
- Александр Ивановский — режиссёр и сценарист
- Михаил Владимирский — оператор
- Валерий Пшибытневский — художник
- Иосиф Ермольев — продюсер